# الحديقة الوطنية بجبل السرج
الحديقة الوطنية بجبل السرج هي حديقة وطنية تونسية أنشئت سنة 2010 على مساحة 1720 هكتار.
تتقاسم ولاية سليانة وولاية القيروان فضاء هذه الحديقة المتمثّل في الجهة الشمالية من جبل السرج.

تحتوي هذه الحديقة حوالي مائة شجرة قيقب مونبلييه، وهو نوع نادر جدّا في تونس، كما تحتوي عددا قليلا من أشجار الصنوبر الحلبي والبلوط القرمزي والزيتون الجالي والخروب والسرو الأطلسي. وبين هذه النباتات تعيش ثدييات عديدة منها البج وابن آوى والثعلب والخنزير البري والنمس والأرنب البري والقنفذ وغزال كوفييه وخصوصا الضبع المخطط.